# Grodysławice
Grodysławice – wieś w Polsce położona w województwie lubelskim, w powiecie tomaszowskim, w gminie Rachanie. Leży przy drodze wojewódzkiej nr 852.
W latach 1975–1998 miejscowość administracyjnie należała do ówczesnego województwa zamojskiego.
Wieś jest sołectwem w gminie Rachanie. Według Narodowego Spisu Powszechnego Ludności i Mieszkań z roku 2011 wieś miała 286 mieszkańców.
Wieś jest siedzibą rzymskokatolickiej parafii pod wezwaniem Matki Bożej Królowej Świata.
| SIMC    | Nazwa      | Rodzaj    |
| ------- | ---------- | --------- |
| 0896545 | Borowina   | część wsi |
| 1025404 | Karasiówka | część wsi |
| 0896551 | Zagumienki | część wsi |

## Historia
Nazwa pochodzi od imienia Hrodyło, prawdopodobnie założyciela wsi.
Wiek XV
Pierwsza wzmianki o wsi Grodysławice pochodzi z roku 1444. Wtedy to niejaki Jan Jeż herbu Drzewica z Markowa w ziemi sochaczewskiej sprzedał Grodysławice Janowi Kwaczale z Nieborowa. O Janie Jeżu, pierwszym właścicielu wsi wiadomo tylko tyle, że był chorążym sochaczewskim w latach 1430–1446.
Więcej wiadomości mamy o Janie Kwaczale herbu Prawda z Nieborowa, którego zwano też Janem z Nieborowa lub Janem z Pukarzowa (W 1428 r. uzyskał on od króla Jagiełły zezwolenie na przeniesienie Pukarzowa na prawo niemieckie). Był dworzaninem i marszałkiem dworu księcia mazowieckiego Ziemowita IV. Ponadto Jan z Nieborowa był wojewodą bełskim (w latach 1450–1464), rawskim (1457–1464) i gostynińskim, a więc osobą o dużym znaczeniu i sporym zakresie władzy. W tym miejscu należy dodać, że zarówno Marków, jak i Nieborów to miejscowości położone na Mazowszu.
Następcami Jana byli jego synowie Wacław, Paweł i Sasin. W roku 1473 Sasin Nieborowski po podziale ojcowskiego majątku otrzymał Pukarzów i Grodysławice. W roku 1502 wymienione wsie stały się z kolei własnością Mikołaja Nieborowskiego syna Sasina.
Wiek XVI
Według spisów podatkowych sporządzonych w roku 1578 Grodysławice stanowiły własność Ludwika Drohiczańskiego. Ponadto wymieniony szlachcic posiadał jeszcze dwie inne wsie – Pukarzów i Muratyn. Około 1744 roku Grodysławice należały do dziedziczki Rachań i Michalowa Anny Rostkowskiej.
Wiek XIX
W pierwszej połowie XIX wieku właścicielem wsi Grodysławice był hrabia Edward Fredro (1803–1878), rodzony brat Aleksandra Fredry, słynnego komediopisarza autora m.in. „Zemsty”. Około 1839 roku wspomniany hrabia Edward Fredro wybudował w Grodysławicach duży, murowany dwór. Bryła i rzut dworu były nietypowe. Część środkowa dworu miała ryzalit wejściowy z obu stron. Od południa istniał ganek kolumnowy. Od północy (od strony drogi) po obu stronach ryzalitu rozciągały się podcienia, każde wzbogacone czterema parami murowanych z cegły kolumn w porządku toskańskim. Bazy kolumn, wykonane z kamienia, spoczywały na ceramicznej posadzce. W elewacji południowej osadzono trójdzielne okna, a w północnej ościeżnicowe, czterodzielne z ostrołukowymi szczeblinami. W obu skrzydłach znajdowało się 12 pokoi. W amfiladzie, w części środkowej (na górze) były 4 pokoje. Dach obito gontem. Powierzchnia jednego skrzydła zabudowy miała 270 m². Przed domem znajdował się duży gazon, wokół rosło kilka starych topól i dębów. Ogród spacerowy łączył się ponoć bezpośrednio z lasem, a z drugiej strony z sadem owocowym.
Fredrowie wywodzili się ze starego rodu szlacheckiego pieczętującego się herbem Bończa. Ojciec Edwarda i Aleksandra – Jacek otrzymał w roku 1822 tytuł hrabiowski od cesarza austriackiego Franciszka II. Od tego czasu jego potomkowie uzyskali prawo używania tego tytułu.
Hrabia Edward Fredro w roku 1831 brał udział w wojnie polsko-rosyjskiej jako adiutant generała Umińskiego. W 1837 został członkiem Towarzystwa Agronomicznego we Lwowie. Był ponadto członkiem Stanów Galicyjskich i szambelanem austriackim. Należy jednak dodać, że hrabia Edward rzadko przebywał w Królestwie Polskim, a swą działalność publiczną rozwijał w Galicji. Hrabia Edward Fredro miał tylko jednego syna – Edwarda Ksawerego (1829–1881), który zmarł bezpotomnie. Po jego śmierci majątek Grodysławice przeszedł na własność Szeptyckich. Nie był to przypadek, ponieważ córka słynnego Aleksandra Fredry – Zofia była żoną hrabiego Jana Kantego Szeptyckiego, dziedzica dóbr w Łaszczowie. Przejęcie majątku w Grodysławicach było więc wynikiem rodzinnych podziałów majątkowych.
Następnym właścicielem majątku został Aleksander Szeptycki (1866–1940) wnuk Aleksandra Fredry, który w 1924 roku dwór wraz z przyległym ogrodem, sadem, parkiem, lasem i ziemią uprawną (ok. 80 ha) sprzedał Kamilowi Czesławowi Chrzanowskiemu. Pozostałe grunty rolne rozparcelował między drobnych nabywców. Nowy dziedzic, Kamil Czesław Chrzanowski (1893–1928) sprawnie władał posiadłością. Powszechnie był znany z gościnności i szczodrości. Właścicielką dworu do 1965 roku była wdowa po Kamilu Czesławie Chrzanowskim, Paulina Chrzanowska-Górska (1896–1971). Budynek nieremontowany popadł w ruinę.
W miejscowości był przystanek kolei wąskotorowej Grodysławice.

## Zabytki
Wykaz NID
- cerkiew prawosławna, ob. kościół rzym.-kat. pw. MB Królowej Świata, 1909, nr rej.: A/1482 z 18.10.1984
- cmentarz kościelny, nr rej. A/1482 z 18.10.1984[10]

Wykaz gminny
- Zespół kościelny – kościół murowany (dawna cerkiew) z 1909 roku,
- Cmentarz kościelny z drzewostanem – obiekt podlega ścisłej ochronie konserwatorskiej
- Zespół dworski – dwór murowany 1839 rok (częściowo w ruinie)
  - rządcówka murowana z 1840r.
  - magazyn gorzelni (w ruinie)
  - towarzyszący drzewostan – ochroną objęty rosnący na działkach drzewostan oraz budynek rządcówki;
- Cmentarz grzebalny czynny, powierzchnia ok. 0,60 ha -obiekt podlega ścisłej ochronie konserwatorskiej[11]

Cerkiew wybudowana w 1909 r. – obecnie kościół Matki Bożej Królowej Świata w Grodysławicach – znajduje się przy wyjeździe ze wsi w stronę Tomaszowa Lubelskiego i jest wykorzystywana jako parafialny kościół rzymskokatolicki.

## Inne
Z Grodysławic pochodzi rodzina biskupa Hilariona (Szukały), zwierzchnika eparchii donieckiej Ukraińskiego Kościoła Prawosławnego Patriarchatu Moskiewskiego, którego rodzice zostali stąd wysiedleni w ramach masowych wysiedleń Ukraińców z Polski do ZSRR. Duchowny pozostaje oddanym patriotą regionu swoich przodków, a związki z Grodysławicami kultywuje m.in. poprzez częste kontakty z miejscową diecezją, jak i kult Turkowickiej Ikony Matki Bożej, bardzo czczonej przez prawosławną społeczność Grodysławic.

## Osoby związane z miejscowością
- Mikołaj Borowik (ur. 1922 w Grodysławicach, zm. 14 kwietnia 1944 w Pienianach) – święty Kościoła Prawosławnego z grupy Męczenników chełmskich i podlaskich.